# Amok (psicologia)

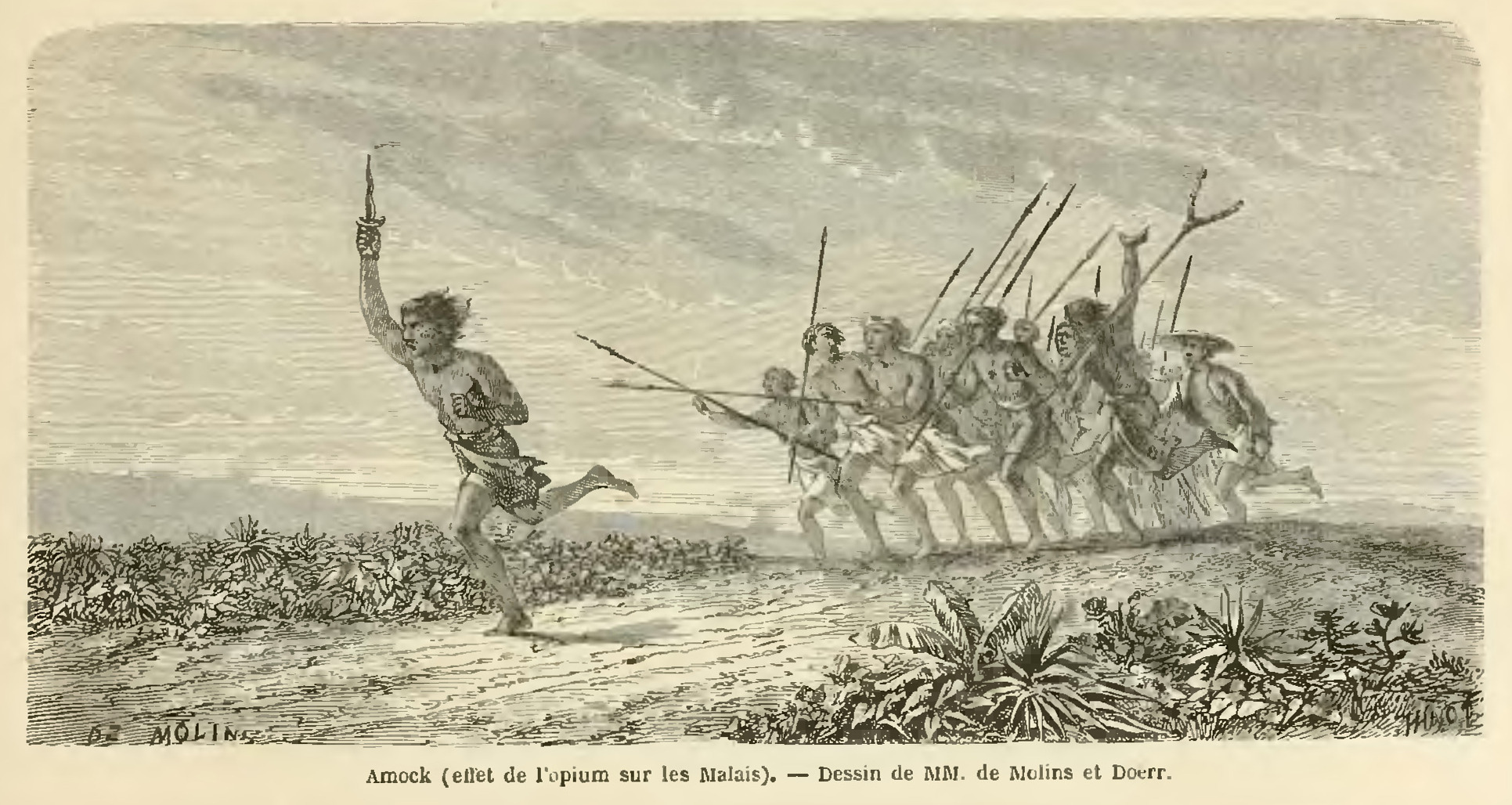
Illustrazione dell'amok, ca. 1860

Il termine amok (a volte scritto anche amuk o amuck) è una sindrome culturale tipica delle regioni del Sud-est asiatico, della Malaysia, dell'Indonesia e della Nuova Guinea. La parola si riferisce a una condizione temporanea di furia violenta e omicida. Casi di amok vengono descritti da Georges Devereux.
L'esplosione che segna l'esordio dell'Amok trae origine da un'offesa ricevuta e vissuta come intollerabile o, anche, dall'accumulo di tensione legato al sopportarne di successive. Il soggetto che è colpito da questa sindrome, dopo una breve fase di ritiro relazionale, aggredisce dapprima i familiari e poi gli estranei, in un crescendo incontrollabile di furia omicida. Nell'accesso di violenza corre velocissimo per le strade e tra i campi per poi, infine, accasciarsi. La manifestazione di violenza è poi seguita da amnesia e malinconico esaurimento.

## Storia
Viene per la prima volta classificata come una condizione psichiatrica intorno 1849 a seguito di segnalazioni aneddotiche e casi di studio che rivela che la maggior parte delle persone colpite dalla sindrome, erano malati di mente. Prima di allora, amok è stata studiata e riportata come una curiosità antropologica. Storicamente, gli osservatori hanno descritto 2 forme di Amok, anche se il DSM-IV non fa differenza tra di loro.
La forma più comune, denominata Beramok, è stato associato a una perdita personale e preceduto da un periodo di depressione, mentre la forma più rara, Amok, è stato associato con la rabbia, per vendetta su fatti precedentemente accaduti o a seguito di un insulto percepito. Sulla base di studio eseguita su questi primi casi, Beramok è plausibilmente legata a un disturbo depressivo derivato dallo stato d'animo, mentre Amok sembra essere correlato alla psicosi, disturbi della personalità, o di un disturbo delirante.
Nel 1846, nella provincia di Penang, in Malesia, un anziano e rispettabile malese, impazzisce improvvisamente sparando e uccidendo tre abitanti del villaggio e causando il ferimento di altri dieci. Catturato e portato in giudizio le prove hanno rivelato che aveva improvvisamente perso la moglie e l'unico figlio e in seguito al lutto sarebbe diventato mentalmente disturbato.

## Letteratura
Nel breve racconto di Herbert George Wells Through a Window (Dalla finestra), pubblicato sul quotidiano Black and White il 25 agosto 1894 e riproposto nella raccolta di racconti del 1895 Il bacillo rubato e altri casi, lo scrittore narra la follia omicida di un malese indicandola come Amok, descrivendo prima l'appartarsi dell'uomo e il suo cattivo umore, ed in seguito la sfrenata caccia all'uomo dovuta ad alcuni omicidi commessi con un kriss da parte del malese, fino alla morte di quest'ultimo.

Nel racconto Amok, del 1922, lo scrittore austriaco Stefan Zweig definisce il significato che viene attribuito a tale parola all'interno del suo determinato ambito di formazione: «Amok è una parola malese che indica una "follia rabbiosa, una specie di idrofobia umana... un accesso di monomania omicida, insensata, non paragonabile a nessun'altra intossicazione alcolica".»
Nel romanzo Le Passager clandestin, del 1947, di Georges Simenon, pubblicato da Mondadori in Italia nel 1958 con titolo Passeggero Clandestino, viene più volte fatto riferimento a questa sindrome e vengono sommariamente descritti gli effetti.
Il concetto di AMOK, come individuo che perde il controllo di se stesso, a causa della massa di gente vicina, è citato anche nel racconto a fumetti STORIE DELLO SPAZIO PROFONDO di Bonvi e Francesco Guccini del 1970.